# Кечкемет
Ке́чкемет (венг. Kecskemét [ˈkɛt͡ʃkɛmeːt]) — город в центральной части Венгрии, в регионе Южный Альфёльд, административный центр медье Бач-Кишкун. Восьмой по величине город страны, население — 112 071 человек (2014).

## Этимология
Название города происходит от венгерского слова венг. kecske (козёл) и отражает давние животноводческие традиции региона. Козёл изображён также на гербе города.

## География и транспорт
Кечкемет находится в 86 километрах к юго-востоку от Будапешта и на таком же расстоянии к северо-западу от Сегеда. Через город проходит автомагистраль Будапешт — Кечкемет — Сегед, другие дороги идут на запад к Шольту и на восток, в сторону Кунсентмартона и Бекешчабы. В городе есть железнодорожная станция, время в пути на поезде от Будапешта — 1 ч 20 мин.

## История
Древнее поселение, существовавшее на месте Кечкемета, было полностью уничтожено нашествием монголов в XIII веке. Однако благодаря выгодному географическому положению на перекрёстке торговых путей Кечкемет быстро был восстановлен, в 1348 году король Людовик I Великий даровал ему права города.
В XVI—XVII веках город, как и вся Центральная Венгрия, подпал под власть Османской империи, однако Кечкемет пользовался привилегией платить подати напрямую будайскому паше, благодаря чему находился под его покровительством и избежал разрушений и тотальных грабежей.
В XVIII веке в окрестностях города интенсивно развивалось животноводство, в XIX веке его начало вытеснять виноградарство и садоводство. К концу XIX века Кечкемет превратился в важнейший торговый центр региона. Рост благосостояния города заметно отразился на его внешнем облике, здесь были построены несколько роскошных дворцов в стиле сецессион, новая ратуша, церковь и гимназия ордена пиаров и другие примечательные здания.
После Второй мировой войны в городе было построено несколько индустриальных предприятий, в 1950 году Кечкемет стал столицей самого большого по площади венгерского медье Бач-Кишкун. В 1975 году нетронутые степные территории рядом с городом был объединены в национальный парк Кишкуншаг.

## Достопримечательности
- Городская ратуша
- Городской собор
- Католическая церковь Св. Николая
- Лютеранская церковь
- Гимназия и церковь пиаров
- Кечкеметская синагога
- Дворец «Цифра Палота» (буквально «Украшенный дворец»)
- Городской театр

## Спорт
В городе базируется известный венгерский футбольный клуб Кечкемет, а также всемирно известный water polo club KESI, основанный в 1963 году, обладающий множеством титулов. А футбольный Клуб ведет свою историю с 1911 года и является обладателем Кубка Венгрии.

## Разное
Кечкемет широко известен в стране и за рубежом как столица производства знаменитой абрикосовой палинки (венг. barack palinka). Кроме употребления в качестве алкогольного напитка, кечкеметская палинка используется для приготовления десертов и коктейлей. Большим почитателем этого напитка был король Англии Эдуард VIII.

## Население
| 2013    | 2014     | 2015     | 2021     | 2022     | 2023     | 2024     |
| ------- | -------- | -------- | -------- | -------- | -------- | -------- |
| 111 863 | ↗112 071 | ↘111 836 | ↘109 651 | ↘108 120 | ↗109 731 | ↘109 450 |

## Города-побратимы
- Аомори, Япония
- Аркёй, Франция (1976)
- Берегово, Украина
- Вадовице, Польша
- Виборг, Дания (1997)
- Галанта, Словакия (1998)
- Гросенхайн, Германия
- Дорнбирн, Австрия (1998)
- Ковентри, Великобритания (1962)[10]
- Кушадасы, Турция[11]
- Нагария, Израиль
- Рюссельсхайм, Германия (1991)
- /  Симферополь, Украина / Россия (2006)[12]
- Суботица, Сербия
- Текирдаг, Турция (2001)
- Тыргу-Муреш, Румыния (1999)
- Хювинкяа, Финляндия (1985)